# Bipolaris sorghicola
Bipolaris sorghicola är en svampart som först beskrevs av Lefebvre & Sherwin, och fick sitt nu gällande namn av Alcorn 1983. Bipolaris sorghicola ingår i släktet Bipolaris och familjen Pleosporaceae.   Inga underarter finns listade i Catalogue of Life.